# Девичий мост (Берлин)

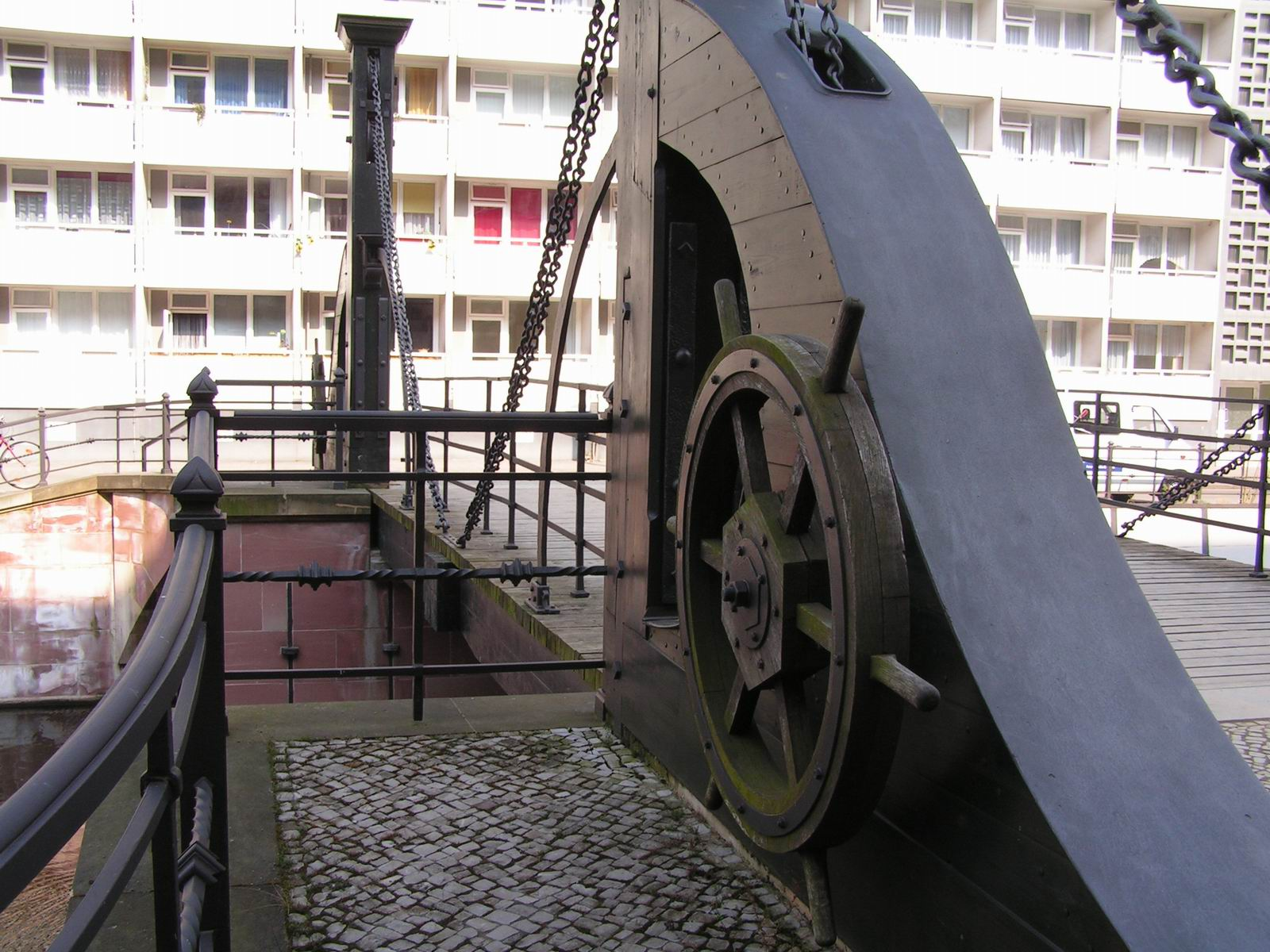
Лебёдочное колесо моста

Девичий мост (Юнгфернбрюкке, нем. Jungfernbrücke) — старейший из сохранившихся мостов Берлина и единственный разводной мост в городе. Мост находится в районе Митте и перекинут через рукав реки Шпрее Шлойзенграбен (нем. Schleusengraben), связывая улицы Фридрихсграхт (нем. Friedrichsgracht) и Обервассерштрассе (нем. Oberwasserstraße).

## История
Девичий мост появился под названием Шпреегассенбрюкке во времена правления курфюрста Фридриха Вильгельма на рубеже XVII—XVIII веков. Как указывает хронист Фридрих Николаи в 1786 году, мост был построен Мартином Грюнбергом. Это был деревянный подъёмный мост над Купферграбеном (сейчас Шлойзенграбен), соединявший Фридрихсграхт со Старой Лейпцигской улицей, которая вела к тогдашним Лейпцигским городским воротам. В 1748 году мост впервые упомянут под названием «Юнгфернбрюкке». Купферграбен до расширения Ландвер-канала в 1850 году был единственным судоходным путём внутри города между верхней и нижней Шпрее.
В 1798 году деревянный мост был заменён новым из дерева и железа, причём средняя часть моста по-прежнему поднималась с помощью цепей и колёс для прохода судов. Этот мост сохранился без изменений в своём историческом облике до настоящего дня. Мост длиной 28 метров спроектирован в форме синусоиды с двумя боковыми отверстиями моста размером 3.60 и 6.60 м. Ширина средней части моста составляет 8.70 м, откидные части моста имеют в ширину 4,20 м. Опоры и отверстия моста возведены из красного песчаника.

## Происхождение названия
Существует несколько легенд:
- Вблизи моста находилась мужская купальня. Девицам вход на мост был воспрещён[3].
- Свадебный обычай: cкрип досок моста под ногами невесты вызывал сомнение в её целомудрии, доски, естественно, скрипели всегда[3].
- На мосту находилась каморка, где работали самые лучшие белошвейки Берлина — молодые дочери из гугенотского семейства Бланш, проживавшие поблизости от моста. Девушки славились также острыми языками, и отсюда по городу распространялись самые последние новости и сплетни. Вскоре любые язвительные сплетни стали связывать с девицами с моста. Отсюда и ироническое название моста — Мост сплетен[4][2].
- На мосту предлагали свои услуги девицы лёгкого поведения. Недалеко от моста находился и самый старый бордель Берлина[5].